# ブライアン・ウィットウォース
ブライアン・ウィットウォース（Brian Whitworth, 存命中）は、イギリス生まれでニュージーランド出身の大学教授。現在はマッセー大学で教鞭を執っている。主な研究分野として社会工学とコンピュータ科学を専門としているが、博士号を取得する以前に士官として軍役に就いた経歴があり、また哲学的な宇宙論を公表して注目されるなど特異な経歴を持つ。

## 経歴
イングランド北西部オールダムにて出生後、ニュージーランドにて育つ。大学卒業後にニュージーランド陸軍に士官（精神分析担当の医官および数理分野の情報分析官）として入隊。軍を引退した後に博士号を取得し、一時米国で教授職を得る。2006年からニュージーランド国立マッセー大学にて教鞭を執る。母国ニュージーランドへ帰郷して現職に就いた理由について、本人はインターネットさえあれば「世界はフラットだから」と語っている。
専門は社会工学的コンピュータ設計学（socio-technical computing）であり、これは社会や人間のあり方がコンピュータ設計に及ぼす影響についての研究。

## 著作
2007年、プレプリントサーバにて「我々の現実世界は多次元スクリーンに展開する情報処理システム（仮想現実）である」という仮説を発表し、科学関連ニュースを扱う世界的人気サイト（スラッシュドット）を中心に注目を集めた。ただし、この論文内容は本人の専門分野からやや離れており、発表以降の研究活動はあまり盛んではない。
この論文では、あらゆる物理法則（光の速度や重力が空間にもたらす作用など）を何らかの情報処理システムにおける法則とし、その上で宇宙は多次元の宇宙的時間軸に展開するシミュレーション（情報処理プロセス）の産物であると結論付けている。このアイデアに基づけば、原初的ビッグバンは「我々の世界」という仮想現実システムが起動したものとして説明可能であるし、また相対性理論と量子力学の矛盾といった物理学上の諸問題が解決される利点があるという。
とはいえ、本人自身が論文中においても、また科学系ニュースサイトによるインタビューにおいても、奇抜な理論であることを認めている。しかし、論理的には検証可能性を満たし得るし、オッカムの剃刀に反するどころか、むしろ現代科学が必然的に要請する理論であるとも擁護している。
類似する理論として、J. D. ベッケンスタインが提唱するホログラフィック宇宙論（宇宙ホログラム説）が挙げられよう。また、フランク・ティプラーによれば、知的生命体が究極の進化を遂げた姿は、宇宙全体をシミュレーションするコンピュータシステムのようなものではないかと提起している。
日本国内で知名度が高いが、これは日本のアニメ作品『神霊狩/GHOST HOUND』の第19話予告で当論文の内容が引用されたことによる。引用された台詞の中では「我々の意識も仮想現実システム内で生成される」といった趣旨が述べられているものの、博士自身は人間の意識が情報処理の産物である（＝情動は物理法則に従う）かどうかまでは論じていない（心の哲学を参照）。